# Ньюберипорт
Ньюберипорт (англ. Newburyport) — небольшой город в округе Эссекс (штат Массачусетс, США), расположенный в 35 милях на северо-восток от Бостона.

## Население
По данным переписи 2010 года население города 17 416 человек.

### Известные люди
Здесь родилась американская художница Лаура Хиллс.
Здесь родился известный американский актёр Джо Кири, известный по роли Стива Харрингтона в сериале "Очень Странные Дела"

## Инфраструктура
Основные экономические предприятия города — это морской порт (один из старейших) и насыщенная туристическая сфера, включающая остров Плам. Причал, зимнее хранение и обслуживание прогулочных шлюпок, а также сервисное обслуживание яхтенных и лодочных моторов и парусов по-прежнему составляют немалую долю поступлений в бюджет города.